# Aciagrion occidentale
Aciagrion occidentale es una especie de caballitos del diablo perteneciente a la familia de los cenagriónidos. Puede encontrarse en la India, Sri Lanka, Vietnam y Tailandia.
Es un caballito del diablo largo y delgado con una mancha negra azulada en el último segmento del abdomen. Vuela cerca del suelo y se puede encontrar en humedales dominados por arbustos. A pesar de su estructura delicada, realiza migraciones elevándose a suficiente altura para poder aprovechar las corrientes de aire gracias a su ligero peso.